# Ulster County
Ulster County är ett administrativt område i delstaten New York, USA, med 182 493 invånare. Den administrativa huvudorten (county seat) är Kingston. 

## Geografi
Enligt United States Census Bureau har countyt en total area på 3 006 km². 2 917 km² av den arean är land och 89 km² är vatten. 

### Angränsande countyn
- Greene County, New York - nord
- Columbia County, New York - nordost
- Dutchess County, New York - sydost
- Orange County, New York - syd
- Sullivan County, New York - sydväst
- Delaware County, New York - nordväst